# Helene Wachsmuth
Helene Wachsmuth, vollständiger Name Helene Elisabeth Friederike Karoline Sophia Wachsmuth geborene Schröder (* 21. September 1844 in Halenbeck; † 2. Januar 1931 in Sürth bei Köln), war eine deutsche Malerin und Schriftstellerin. Ihr werden die Pseudonyme H. Wachsmuth und H. Dorne zugeschrieben.

## Leben
Ihre Eltern waren der Gutsbesitzer Carl Christian Friedrich Schröder (1807–1873) und seine Ehefrau Paulina Franziska Dorothea Fredenhagen (1821–1910), die beide in Berlin verstarben. Mit ihren elf Geschwistern, von denen namentlich noch Johann, Otto, Pauline und Mariechen bekannt sind, wuchs sie wohlbehütet auf dem elterlichen „Rittergut Halenbeck“ auf.
Aus von Helene Wachsmuth hinterlassenen Berichten geht hervor, dass zu der Hofanlage eine Buttermühle als Göpelmühle gehörte, die von einem Pferd angetrieben wurde und somit einen Teil der täglichen Milchproduktion von 90 Kühen zu Butter verarbeitete. Daneben werden Schafe, deren Wolle auf dem Berliner Wollmarkt verkauft wurde, gehalten und Flachs angebaut. Die Arbeiten verrichten Tagelöhner, deren Familien in gutseigenen Häusern wohnten und eine eigene Kuh, Schweine und Hühner besaßen. Die Häuser wurden durch zwei Familien über einen gemeinsamen Hauseingang betreten und verfügten jeweils links und rechts über eine Kochstelle sowie über getrennte Zugänge zum Boden.
Bis zu ihrem 14. Lebensjahr wurde sie mit ihren Geschwistern durch Hauslehrer unterrichtet, um anschließend die Stoephasiussche Schule in Landsberg an der Warthe zu besuchen. Aus der 1865 mit Georg Friedrich Wachsmuth in Guben geschlossenen Ehe stammten die Söhne Kurt, Georg und Johannes Wachsmuth. Die Familie lebte in Berlin, Steinmetzstrasse 78. Sie starb im Alter von 87 Jahren in Sürth bei Köln, im Haus ihres Sohnes Kurt Wachsmuth.
Während der Auseinandersetzung 1898 zwischen Anna von Krane (1853–1937) und Sophie Pataky (1860–1915) bemühte sich Helene Wachsmuth, die zu diesem Zeitpunkt Vorsitzende des Deutschen Schriftstellerinnenbundes war, um eine Gegendarstellung zu Gunsten von Sophie Pataky. Der Redakteur der Zeitschrift Das Recht der Feder, Martin Hildebrand, lehnte diese Bitte ab.

„Mich überwältigt der Gedanke, dass doch etwas von dem Werk meiner Hände der Ungunst meiner Zeit Trotz bieten und mich überleben wird, um denen wohlzutun, die nach mir kommen. So ein Baum spendet seinen Schatten, bietet seine Schönheit dar noch nach Jahrhunderten den schneller wechselnden Menschengeschlechtern. Da werden sie sich meiner Guttat noch erfreuen, wenn sie meiner selbst längst vergessen haben, und ich habe doch nicht umsonst gelebt.“

## Werk
- 1848: Revolutiönchens. Plauderei, Kurzgeschichte (Text als PDF)
- um 1850: Plauderei über die erste Bahnfahrt. Bericht
- 1891: Die Missionsbraut. Roman, Janke, 1891, 300 Seiten
- 1907: Polenleid. Roman, O. Janke, 1907
- Fatum Poloniae Roman
- 1909: Theophile Sobieska. historische Erzählung, Zwißler, 1909, 268 S.
- 1913: Johann Sobieski der Kronfeldherr. Roman aus der Geschichte Polens, Zwißler, 1913, 431 S.
- 1913: Es waren zwei Königskinder. Roman aus der Geschichte Polens, Zwißler, 1913, 434 S.